# The Shiver
The Shiver – szwajcarski rockowy zespół muzyczny działający od 1967 do 1969 r., wywodzący się z działającego w latach 1965–1966 zespołu The Shivers.
Grupa wywodzi się z działającego w latach 1965–1966 w St. Gallen beatowego zespołu The Shivers gitarzysty Dany'ego Ruhle i perkusisty Rogera Maurera. W maju 1967 roku Ruhle i Maurer wraz z basistą Mario Conza stworzyli nowy rhythm’n’bluesowy zespół The Shiver, który grał covery Procol Harum i The Moody Blues oraz kompozycje własne. W listopadzie tego samego roku zespół uzyskał pierwszą nagrodę na Schweiz Rhythm & Blues Festival w Zurychu, a dwa utwory zespołu umieszczono na albumie 1. Schweiz Rhythm And Blues Festival (1968 r.). Zaraz po festiwalu do zespołu dołączył klawiszowiec Marco Pastorini, który doprowadził do zmiany brzmienia zespołu na psychodeliczne.
Rok później zespół wystąpił na festiwalu w Zurychu jako support Pink Floyd i po wygrał rywalizację w kategorii muzyka pop, dzięki czemu nagrał cover Procol Harum Repent Walpurgis na EP dzieloną z zespołem The Etc. Pod koniec 1968 roku wytwórnia Maris Musik zaproponowała grupie kontrakt, a do składu dołączył brytyjski wokalista Peter Robinson i to z nim zespół nagrał debiutancką płytę Walpurgis.
Pod koniec 1969 r. zespół uległ rozpadowi, Rhule i Pastorini założyli wówczas zespół Deaf, który dał początek grupie Island
Dyskografia
- Hey Mr. Holy Man (singiel, 1969 r.)
- The Peddle (singiel, 1969 r.)
- Walpurgis (album studyjny, 1969 r.)